# Sciobia gogorzai
Sciobia gogorzai är en insektsart som först beskrevs av Bolívar, I. 1912.  Sciobia gogorzai ingår i släktet Sciobia och familjen syrsor. Inga underarter finns listade i Catalogue of Life.